# Organización territorial de la Unión Soviética

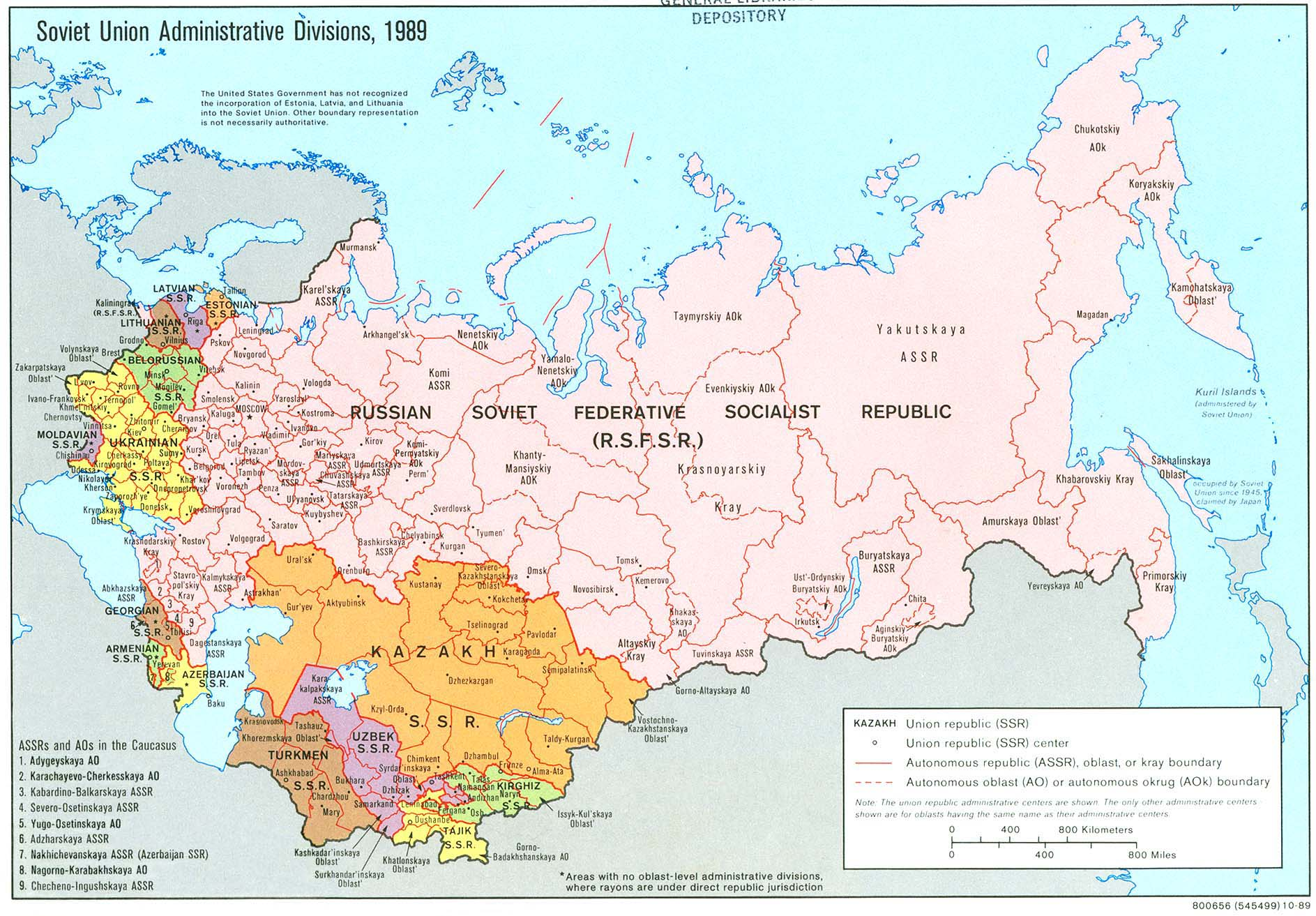
Divisiones administrativas de la Unión Soviética en 1989.

Tipos de subdivisiones en la Unión Soviética en 1990:
Raiones subordinados directamente a sus respectivas repúblicas.
Óblasts.
Krais.
Repúblicas autónomas.
Óblasts autónomos subordinados a un krai.
Distritos autónomos subordinados a una óblast o krai.

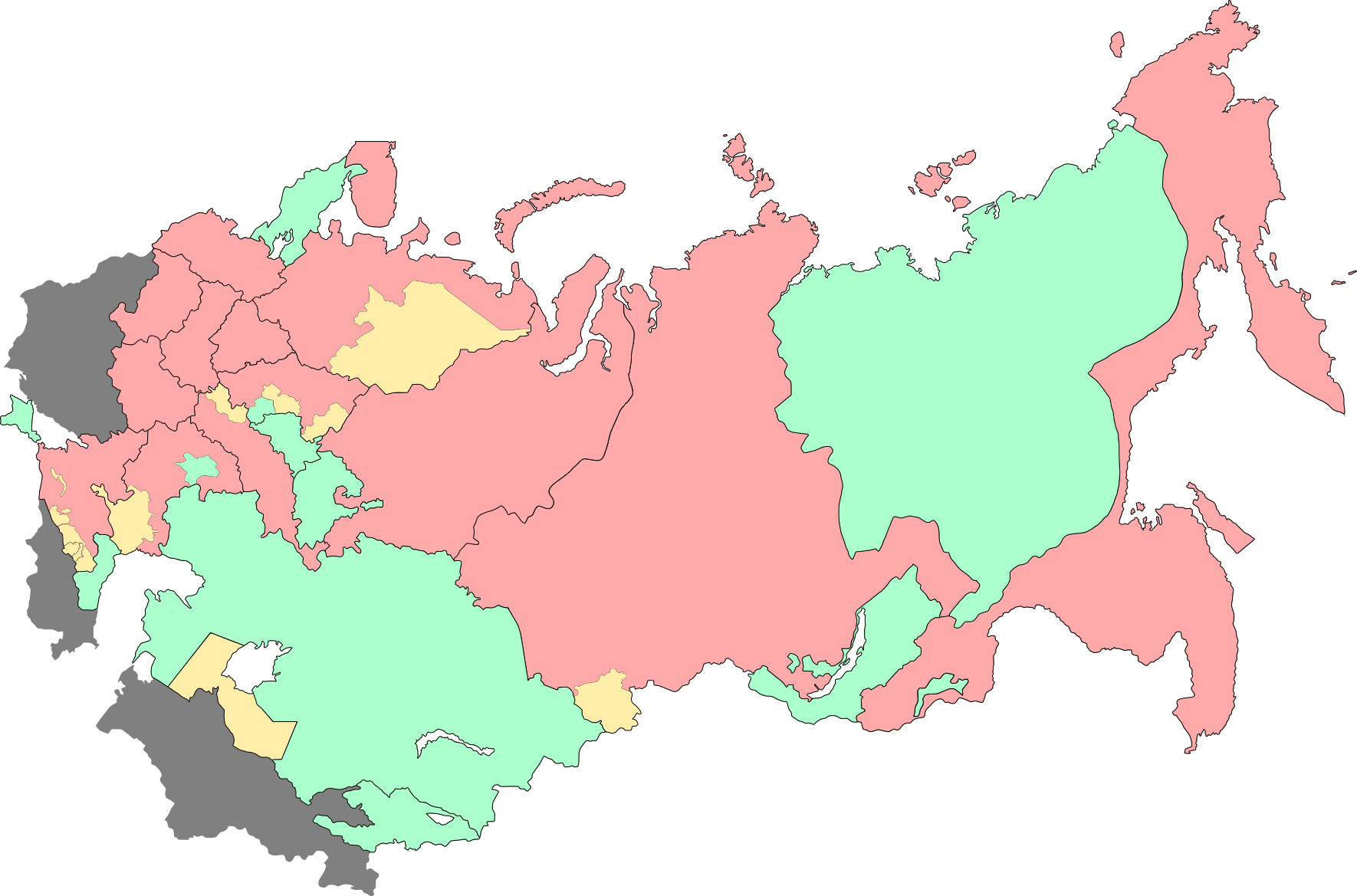
Tipos de subdivisiones en la Unión Soviética en 1930:
Krais y óblasts.
Repúblicas autónomas.
Óblasts autónomas.
Otras repúblicas de la Unión Soviética.

La organización territorial de la Unión Soviética es el conjunto de normas y procesos, bajo los cuales se dividían y administraban las partes integrantes del área geográfica que ocupaba el antiguo país euroasiático. Su estatuto estaba definido por el artículo 7 de la Constitución de la Unión Soviética, el cual decía:
La Unión de Repúblicas Socialistas Soviéticas es un estado multiétnico de unión única formado sobre la base del principio del federalismo socialista, como resultado de la libre autodeterminación y la unificación de Repúblicas Socialistas Soviéticas iguales.

La URSS personifica la unidad estatal del pueblo soviético, uniendo a todas las etnias con el objetivo de construir conjuntamente el comunismo.
Así, las divisiones político-administrativas del país eran las repúblicas, que representaban a los grupos étnicos más numerosos del país, y que se organizaban a su vez en varios tipos de subdivisiones diferentes. 
Las repúblicas más grandes se subdividían a su vez en repúblicas autónomas, óblasts, óblasts autónomos, krais y distritos autónomos. Los óblasts eran las subdivisiones básicas de las repúblicas más grandes, mientras que las repúblicas más pequeñas (como Armenia, Lituania, Letonia, Estonia y Armenia) estaban subdivididas directamente en raiones (distritos). Las repúblicas autónomas eran subdivisiones que representaban a etnias minoritarias (con una población de al menos 1,000,000 de personas) de algunas repúblicas federadas y que estaban subordinadas directamente a estas. Los óblasts autónomos eran divisiones con etnias minoritarias (con una población menor a 1,000,000 de personas pero mayor a 500,000), subordinadas a las repúblicas autónomas o los krais (únicamente en la RSFS de Rusia). Los krais eran divisiones prácticamente idénticas a los óblasts (excepto en el nombre), con la diferencia de que podían dividirse en óblasts autónomos. 
Los distritos autónomos (Ókrugs) eran divisiones para grupos étnicos con una cantidad de habitantes muy pequeña y dispersa (con una población menor a 500,000), y estaban subordinados directamente a los óblasts y los krais.
Los raiones (distritos) eran, a su vez, las subdivisiones de las repúblicas autónomas, los óblasts, los óblasts autónomos y los krais, así como de las repúblicas constituyentes más pequeñas. 
Los raiones se dividían a su vez en ciudades, aldeas y asentamientos urbanos. Las ciudades más grandes estaban subordinadas directamente a su óblast o república autónoma.

En resumen, las subdivisiones del país estaban organizadas de la siguiente forma:
|                      |                      |                      |                      |                      |                      |  |  |         |         |               |               |                     |                     |                     |                     |                     |                     |       |       |                   |                   | Unión Soviética   |                   |                   |                   |  |  |  |  |  |  |  |  |  |  |                  |                  |                  |                  |                  |                  |  |  |  |  |                      |                      |                      |                      |                      |                      |  |  |         |         |         |         |         |         |  |  |                   |                   |                   |                   |                   |                   |
|                      |                      |                      |                      |                      |                      |  |  |         |         |               |               |                     |                     |                     |                     |                     |                     |       |       |                   |                   |                   |                   |                   |                   |  |  |  |  |  |  |  |  |  |  |                  |                  |                  |                  |                  |                  |  |  |  |  |                      |                      |                      |                      |                      |                      |  |  |         |         |         |         |         |         |  |  |                   |                   |                   |                   |                   |                   |
|                      |                      |                      |                      |                      |                      |  |  |         |         |               |               |                     |                     |                     |                     |                     |                     |       |       |                   |                   |                   |                   |                   |                   |  |  |  |  |  |  |  |  |  |  |                  |                  |                  |                  |                  |                  |  |  |  |  |                      |                      |                      |                      |                      |                      |  |  |         |         |         |         |         |         |  |  |                   |                   |                   |                   |                   |                   |
|                      |                      |                      |                      |                      |                      |  |  |         |         | RSFS de Rusia | RSFS de Rusia | RSFS de Rusia       | RSFS de Rusia       | RSFS de Rusia       | RSFS de Rusia       |                     |                     |       |       |                   |                   |                   |                   |                   |                   |  |  |  |  |  |  |  |  |  |  | Otras repúblicas | Otras repúblicas | Otras repúblicas | Otras repúblicas | Otras repúblicas | Otras repúblicas |  |  |  |  |                      |                      |                      |                      |                      |                      |  |  |         |         |         |         |         |         |  |  |                   |                   |                   |                   |                   |                   |
|                      |                      |                      |                      |                      |                      |  |  |         |         | RSFS de Rusia | RSFS de Rusia | RSFS de Rusia       | RSFS de Rusia       | RSFS de Rusia       | RSFS de Rusia       |                     |                     |       |       |                   |                   |                   |                   |                   |                   |  |  |  |  |  |  |  |  |  |  | Otras repúblicas | Otras repúblicas | Otras repúblicas | Otras repúblicas | Otras repúblicas | Otras repúblicas |  |  |  |  |                      |                      |                      |                      |                      |                      |  |  |         |         |         |         |         |         |  |  |                   |                   |                   |                   |                   |                   |
|                      |                      |                      |                      |                      |                      |  |  |         |         |               |               |                     |                     |                     |                     |                     |                     |       |       |                   |                   |                   |                   |                   |                   |  |  |  |  |  |  |  |  |  |  |                  |                  |                  |                  |                  |                  |  |  |  |  |                      |                      |                      |                      |                      |                      |  |  |         |         |         |         |         |         |  |  |                   |                   |                   |                   |                   |                   |
| Repúblicas autónomas | Repúblicas autónomas | Repúblicas autónomas | Repúblicas autónomas | Repúblicas autónomas | Repúblicas autónomas |  |  | Óblasts | Óblasts | Óblasts       | Óblasts       | Óblasts             | Óblasts             |                     |                     | Krais               | Krais               | Krais | Krais | Krais             | Krais             |                   |                   |                   |                   |  |  |  |  |  |  |  |  |  |  |                  |                  |                  |                  |                  |                  |  |  |  |  |                      |                      |                      |                      |                      |                      |  |  |         |         |         |         |         |         |  |  |                   |                   |                   |                   |                   |                   |
| Repúblicas autónomas | Repúblicas autónomas | Repúblicas autónomas | Repúblicas autónomas | Repúblicas autónomas | Repúblicas autónomas |  |  | Óblasts | Óblasts | Óblasts       | Óblasts       | Óblasts             | Óblasts             |                     |                     | Krais               | Krais               | Krais | Krais | Krais             | Krais             |                   |                   |                   |                   |  |  |  |  |  |  |  |  |  |  |                  |                  |                  |                  |                  |                  |  |  |  |  | Repúblicas autónomas | Repúblicas autónomas | Repúblicas autónomas | Repúblicas autónomas | Repúblicas autónomas | Repúblicas autónomas |  |  | Óblasts | Óblasts | Óblasts | Óblasts | Óblasts | Óblasts |  |  | Óblasts autónomos | Óblasts autónomos | Óblasts autónomos | Óblasts autónomos | Óblasts autónomos | Óblasts autónomos |
|                      |                      |                      |                      |                      |                      |  |  |         |         |               |               | Distritos autónomos | Distritos autónomos | Distritos autónomos | Distritos autónomos | Distritos autónomos | Distritos autónomos |       |       | Óblasts autónomos | Óblasts autónomos | Óblasts autónomos | Óblasts autónomos | Óblasts autónomos | Óblasts autónomos |  |  |  |  |  |  |  |  |  |  |                  |                  |                  |                  |                  |                  |  |  |  |  | Repúblicas autónomas | Repúblicas autónomas | Repúblicas autónomas | Repúblicas autónomas | Repúblicas autónomas | Repúblicas autónomas |  |  | Óblasts | Óblasts | Óblasts | Óblasts | Óblasts | Óblasts |  |  | Óblasts autónomos | Óblasts autónomos | Óblasts autónomos | Óblasts autónomos | Óblasts autónomos | Óblasts autónomos |

| Nombre de la república | Tipos de división    | Tipos de división | Tipos de división | Tipos de división | Tipos de división   |
| Nombre de la república | Repúblicas autónomas | Óblasts           | Krais             | Óblasts autónomos | Distritos autónomos |
| ---------------------- | -------------------- | ----------------- | ----------------- | ----------------- | ------------------- |
| Rusia                  | 16                   | 49                | 6                 | 5                 | 10                  |
| Ucrania                |                      | 25                |                   |                   |                     |
| Bielorrusia            |                      | 6                 |                   |                   |                     |
| Uzbekistán             | 1                    | 11                |                   |                   |                     |
| Kazajistán             |                      | 19                |                   |                   |                     |
| Georgia                | 2                    |                   |                   | 1                 |                     |
| Azerbaiyán             | 1                    |                   | 1                 |                   |                     |
| Lituania               |                      |                   |                   |                   |                     |
| Moldavia               |                      |                   |                   |                   |                     |
| Letonia                |                      |                   |                   |                   |                     |
| Kirguistán             |                      | 4-7               |                   |                   |                     |
| Tayikistán             |                      | 2-3               |                   | 1                 |                     |
| Armenia                |                      |                   |                   |                   |                     |
| Turkmenistán           |                      | 5                 |                   |                   |                     |
| Estonia                |                      |                   |                   |                   |                     |

## Historia
Constitucionalmente, la Unión Soviética fue una unión de Repúblicas Socialistas Soviéticas (RSS) junto a la República Socialista Federativa Soviética de Rusia (RSFS de Rusia), aunque el Gobierno altamente centralizado del Partido Comunista hizo que la unión fuera meramente nominal. El Tratado de Creación de la Unión Soviética fue firmado en diciembre de 1922 por cuatro repúblicas fundadoras, la RSFS de Rusia, RSFS de Transcaucasia, RSS de Ucrania y la RSS de Bielorrusia. En 1924, durante la delimitación nacional en Asia Central, las RSS de Uzbekistán y de Turkmenistán fueron constituidas de partes de la RSFS de Rusia, que eran la RSSA de Turkestán y dos dependencias soviéticas, la RSS de Corasmia y la RPS de Bujará. En 1929, la RSS de Tayikistán se separó de la RSS de Uzbekistán. Con la Constitución de 1936, los constituyentes de la RSFS de Transcaucasia, concretamente las RSS de Georgia, Armenia y Azerbaiyán, fueron elevados a repúblicas de la unión, mientras que las RSS de Kazajistán y Kirguistán fueron separadas de la RSFSR. En agosto de 1940, la Unión Soviética formó la RSS de Moldavia de partes de la RSS de Ucrania y de la Besarabia anexionada desde Rumania. También anexó los Estados bálticos como las RSS de Estonia, Letonia y Lituania. La RSS Carelo-Finesa se separó de la RSFSR en marzo de 1940 y se fusionó en 1956. En octubre de 1944 la Unión Soviética se anexionó la República de Tannu Tuvá, Estado independiente de Asia central, que pasó a constituirse como Óblast autónomo dentro de la RSFSR. Entre julio de 1956 y en septiembre de 1991, hubo 15 repúblicas de la unión (véase el mapa abajo).
El 16 de noviembre de 1988, el Sóviet Supremo de la RSS de Estonia aprobó la declaración de independencia de Estonia, que declaró la supremacía de las leyes de Estonia sobre las de la Unión Soviética. En marzo de 1990, el recién elegido Sóviet Supremo de la RSS de Lituania declaró su independencia, que fue seguida por el Sóviet Supremo de Georgia en abril de 1991. Aunque el derecho simbólico de las repúblicas de separarse fue nominalmente garantizado por la Constitución y el Tratado de la Unión, las autoridades soviéticas se negaron a reconocerlo en un principio. Después del intento de golpe de Estado de agosto, la mayoría de las otras repúblicas siguieron el ejemplo. Finalmente, la Unión Soviética reconoció la secesión de Estonia, Letonia y Lituania el 6 de septiembre de 1991. Las repúblicas restantes fueron reconocidas como independientes con la disolución final de la Unión Soviética en diciembre de 1991.

## Divisiones administrativas

### Repúblicas
Las repúblicas eran la unidad administrativa de primer nivel de la Unión Soviética. Representaban a los principales grupos étnicos del país, es decir, aquellos con más de 1,500,000 de habitantes. El idioma de cada grupo étnico era oficial en su respectiva república, así como cooficial a nivel nacional. Tenían un alto grado de competencia en su administración interna, pudiendo establecer sus propias constituciones regionales con leyes en áreas como la economía, la educación y la cultura; cada una contaba por su propio gobierno formado por organismos que incluían un Sóviet Supremo y un Consejo de Ministros, aunque debían seguir las directrices establecidas por la legislación del gobierno nacional de la URSS. Cada república poseía además su propia bandera, escudo e himno. En el gobierno federal estaban representadas por el Sóviet Supremo de la Unión Soviética, contando en el Sóviet de las Nacionalidades con 32 diputados cada una.

### Repúblicas autónomas
Las repúblicas autónomas eran uno de los tipos de unidad administrativa de segundo nivel de la URSS en las que se dividían las repúblicas. Representaban a los grupos étnicos con poblaciones menores a los 1,500,000 de habitantes, pero mayores a los 1,000,000 de habitantes. Contaban con un idioma oficial, que a la vez era cooficial en la república a la que pertenecían. Aunque estaban subordinadas a sus respectivas repúblicas, tenían una autonomía mayor que la de los óblasts autónomos; contaban con sus propios organismos que incluían a Sóviets Supremos y Consejos de Ministros, y podían establecer algunas leyes de ámbito económico y cultural, pero siguiendo siempre las directivas establecidas tanto por las leyes nacionales como por las de la república a la que estaban subordinadas. En el gobierno federal estaban representadas por el Sóviet Supremo de la Unión Soviética, contando en el Sóviet de las Nacionalidades con 11 diputados cada una. 

### Óblasts
Los óblasts eran uno de los tipos de unidad administrativa de segundo nivel de la URSS en las que se dividían las repúblicas. Eran las subdivisiones básicas de las repúblicas más grandes (Rusia, Ucrania, Bielorrusia, Kazajistán, Kirguistán, Tayikistán, Turkmenistán y Uzbekistán), y dependían directamente de estas. Como organismo de gobierno contaban con organismos legislativos denominados Sóviets de Diputados del Pueblo y Comités Ejecutivos, que debían seguir siempre las directivas establecidas tanto por las leyes nacionales como por las de la república a la que estaban subordinadas. En el gobierno federal estaban representadas por el Sóviet Supremo de la Unión Soviética, teniendo como representantes en el Sóviet de las Nacionalidades a los diputados de su respectiva república (con excepción de Rusia, Ucrania y Bielorrusia, cuyos óblasts contaban con diputados que los representaban de forma separada). 

### Krais
Los krais eran uno de los tipos de unidad administrativa de segundo nivel de la URSS en las que se dividía la RSFS de Rusia. Eran demarcaciones territoriales prácticamente idénticas a los óblasts (excepto en el nombre), con la diferencia de que podían contener como subdivisión a óblasts autónomos. Como organismo de gobierno contaban con organismos legislativos denominados Sóviets de Diputados del Pueblo y Comités Ejecutivos, que debían seguir siempre las directivas establecidas tanto por las leyes de la URSS como de la RSFSR. 

### Óblasts autónomos
Los óblasts autónomos eran uno de los tipos de unidad administrativa de segundo y tercer nivel de la URSS en las que se dividían las repúblicas y los krais (estos últimos en el caso de la RSFS de Rusia únicamente). Representaban a los grupos étnicos con poblaciones menores a los 1,000,000 de habitantes, pero mayores a los 500,000 de habitantes. Contaban con un idioma oficial, que a la vez era cooficial en la república a la que pertenecían. Estaban subordinadas tanto a sus respectivas repúblicas como a los krais dentro de los que se encontraban, y tenían una autonomía menor que las repúblicas autónomas, pero mayor a la de los distritos autónomos. Como organismo de gobierno contaban con organismos legislativos denominados Sóviets de Diputados del Pueblo y Comités Ejecutivos. En el gobierno federal estaban representados por el Sóviet Supremo de la Unión Soviética, contando en el Sóviet de las Nacionalidades con 5 diputados cada uno. 

### Distritos autónomos (Ókrugs)
Los distritos autónomos (Ókrugs) eran uno de los tipos de unidad administrativa de tercer nivel de la URSS en las que se dividían algunos de los óblasts y los krais de la RSFS de Rusia. Estos se designaban a grupos étnicos con una cantidad de habitantes muy pequeña y dispersa (menor a los 500,000 habitantes), que vivían en áreas remotas. Estaban subordinadas tanto a sus respectivas repúblicas como a los óblasts/krais dentro de los que se encontraban. Como organismo de gobierno contaban con organismos legislativos denominados Sóviets de Diputados del Pueblo y Comités Ejecutivos. En el gobierno federal estaban representados por el Sóviet Supremo de la Unión Soviética, contando en el Sóviet de las Nacionalidades con 1 diputado cada uno.

### Distritos (Raiones)
Los distritos (Raiones) eran la unidad administrativa de cuarto nivel de la Unión Soviética, en las que se dividían las repúblicas autónomas, los óblast, los krais y los óblast autónomos, así como las repúblicas constituyentes más pequeñas (Moldavia, Lituania, Letonia, Estonia y Armenia). Como organismo de gobierno contaban con organismos legislativos denominados Sóviets de Diputados del Pueblo Distritales y Comités Ejecutivos.